# تشوزو (قلعة خواجة)
تشوزو (بالفارسية: چوزو) هي منطقة سكنية تقع في إيران في قسم قلعة خواجة الريفي. يقدر عدد سكانها بـ 123 نسمة بحسب إحصاء 2016.